# Max Hilke
Ferdinand Max Hilke (geboren 17. Mai 1879 in Berlin; gestorben 30. Dezember 1954 in Delmenhorst) war ein deutscher Großhandelskaufmann und Abgeordneter des Oldenburger Landtags.

## Leben
Max Hilke war ein Sohn des August Hilke und der Auguste Marie Schulz. Er besuchte die Mittelschule und wurde selbständiger Kaufmann in Bremen, wo er 1911 Anne Kreibohm heiratete, sie hatten ein Kind. Im Jahr 1913 ließ er sich als Seifenfabrikant und Kaufmann in Delmenhorst nieder, seit 1920 war er dort Großhandelskaufmann für Wolle-Import und Textilwaren. Hilke wurde Mitglied des Stahlhelm, Bund der Frontsoldaten und der DNVP. Er wurde in den Stadtrat von Delmenhorst gewählt, in dem er von 1931 bis 1933 Ratsvorsitzender war.
Hilke kandidierte 1932 (erfolglos) für die DNVP für den 7. Oldenburgischen Landtag. Nach der Reichstagswahl vom 5. März 1933 wurde der 8. Landtag aufgrund des Gleichschaltungsgesetzes analog zu dessen Wahlergebnis neu gebildet. Hilke wurde einer der vier Abgeordneten der Kampffront Schwarz-Weiß-Rot, die sich aus Stahlhelm und DNVP zusammengeschlossen hatte, und 2. Vizepräsident des Landtags. In Oldenburg hospitierten die Abgeordneten der Kampffront in der Fraktion der NSDAP und präsentierten sich in einem gemeinsamen Gruppenfoto.
Nach Kriegsende wurde Hilke 1948 als „nicht betroffen“ entnazifiziert. Er trat der CDU bei und wurde 1948 bis 1952 in den Delmenhorster Stadtrat gewählt. Von Ende 1948 bis Ende 1950 war er ehrenamtlicher Zweiter Bürgermeister von Delmenhorst. 